# Urolophus bucculentus
Urolophus bucculentus là một loài cá đuối ít được biết đến thuộc họ Urolophidae, đặc hữu của đông nam Úc.